# جون باتريك كارول
جون باتريك كارول (بالإنجليزية: John Patrick Carroll)‏ هو قسيس أمريكي، ولد في 22 فبراير 1864، وتوفي في 4 نوفمبر 1925.